# Bórovsk
Bórovsk (del ruso: Бо́ровск) es una ciudad del óblast de Kaluga en Rusia, centro administrativo del raión de Bórovsk. Está situada a orillas del río Protvá, a 100 km al sudoeste de Moscú.
En 2021, la ciudad tenía una población de 12 598 habitantes. En su territorio no hay pedanías.

## Historia

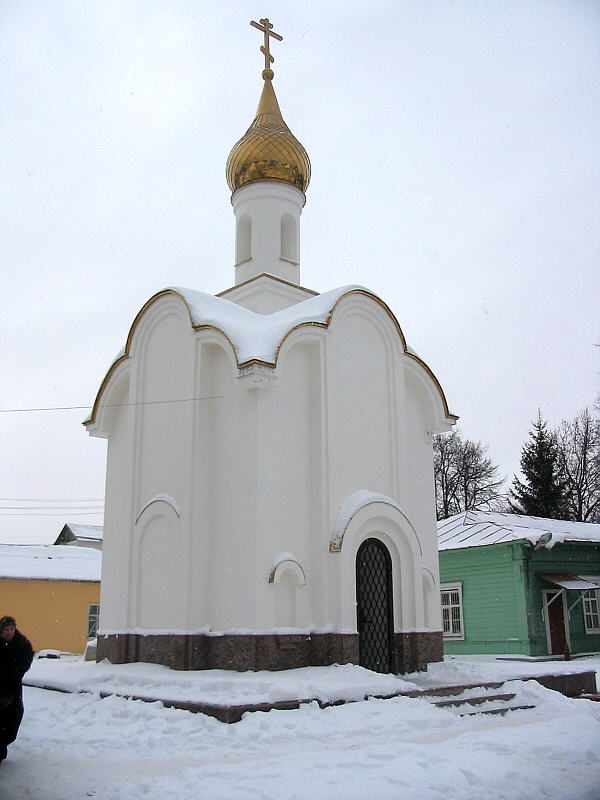
La capilla-monumento sobre el lugar de reclusión supuesto de la boyarda Morózova.

La existencia de Bórovsk es conocida desde el siglo XIII. La localidad era parte entonces del principado de Riazán. En el siglo XIV, era propiedad de Vladímir el Valiente, pasando a la soberanía de Moscovia a raíz del matrimonio de su nieta María de Bórovsk con Basilio II.
En 1444, fue fundado cerca de Bórovsk el célebre monasterio Pafnútiev (Пафнутьево-Боровский монастырь). Sus sólidas murallas, sus torres y su vasta catedral existen desde el reinado de Borís Godunov. Dos célebres viejos creyentes, el protopope Avvakum y la boyarda Feodosia Morózova, fueron encarcelados en este monasterio en el transcurso de la segunda mitad del siglo XVII.
Entre los monumentos destacables de Bórovsk figuran la iglesia de madera más antigua de la región (siglo XVII) y un museo dedicado a Konstantín Tsiolkovski, quien vivió y trabajó en Bórovsk como maestro entre 1880 y 1891. Bórovsk recientemente a agregado valor artístico a su centro debido a las pinturas en las fachadas de los inmuebles del mismo, obra de un pintor aficionado local.

## Demografía
| 1897  | 1926  | 1959   | 1970   | 1979   | 1989   | 2002   | 2008   |
| ----- | ----- | ------ | ------ | ------ | ------ | ------ | ------ |
| 8 400 | 5 800 | 10 900 | 12 300 | 13 600 | 13 400 | 11 917 | 11 762 |

## Industria e infraestructuras

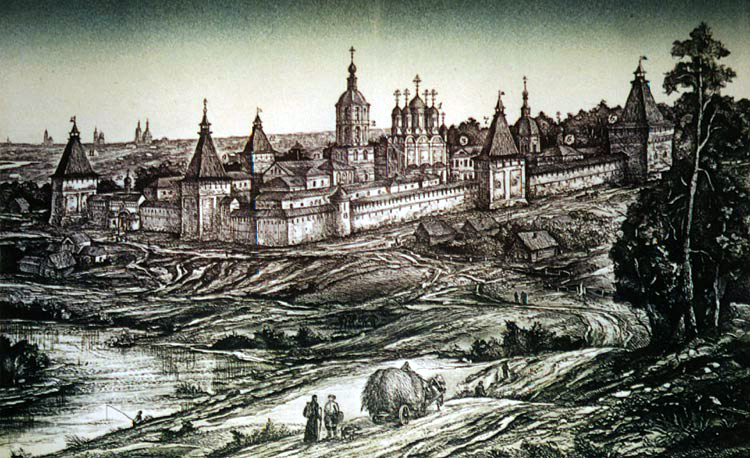
El monasterio en un aguafuerte de principios del.

En Bórovsk hay empresas dedicadas a la industria textil, maderera (cerillas y juguetes), así como una fábrica de camionetas de reciente construcción.
La estación de ferrocarril más cercana se encuentra a aproximadamente doce kilómetros al este, en la ciudad de Balabánovo, situada en el ferrocarril abierto en 1899 Moscú-Briansk-Kiev (kilómetro 96).
La carretera nacional A108, el gran anillo de Moscú, pasa aproximadamente a unos seis kilómetros al nordeste de Bórovsk.
A 13 km de la ciudad se encuentra el aeropuerto de Yermólino, que sirve a la ciudad.

## Personalidades
- Andréi Amalrik (1938–1980), escritor y disidente soviético, desterrado en 1976 en Bórovsk.
- Nikolái Fiódorov (1829–1903), filósofo, pedagogo, vivió en las décadas de 1850 y 1860 en Bórovsk.
- Nikolái Klykov (1888-1968), general soviético.
- Feodosia Morózova (1632–1675), boyarda, de las más conocidas partidarias del movimiento de los viejos creyentes, fue encarcelada aquí.
- Dimitri Siniavin (1763–1831), almirante, nacido en Bórovsk
- Pafnuti Chebyshov (1821–1894), matemático, nacido en Okátovo, cerca de Bórovsk
- Konstantín Tsiolkovski (1857–1935), Investigador de cosmonáutica, vivió aquí de 1880 a 1892.

## Galería

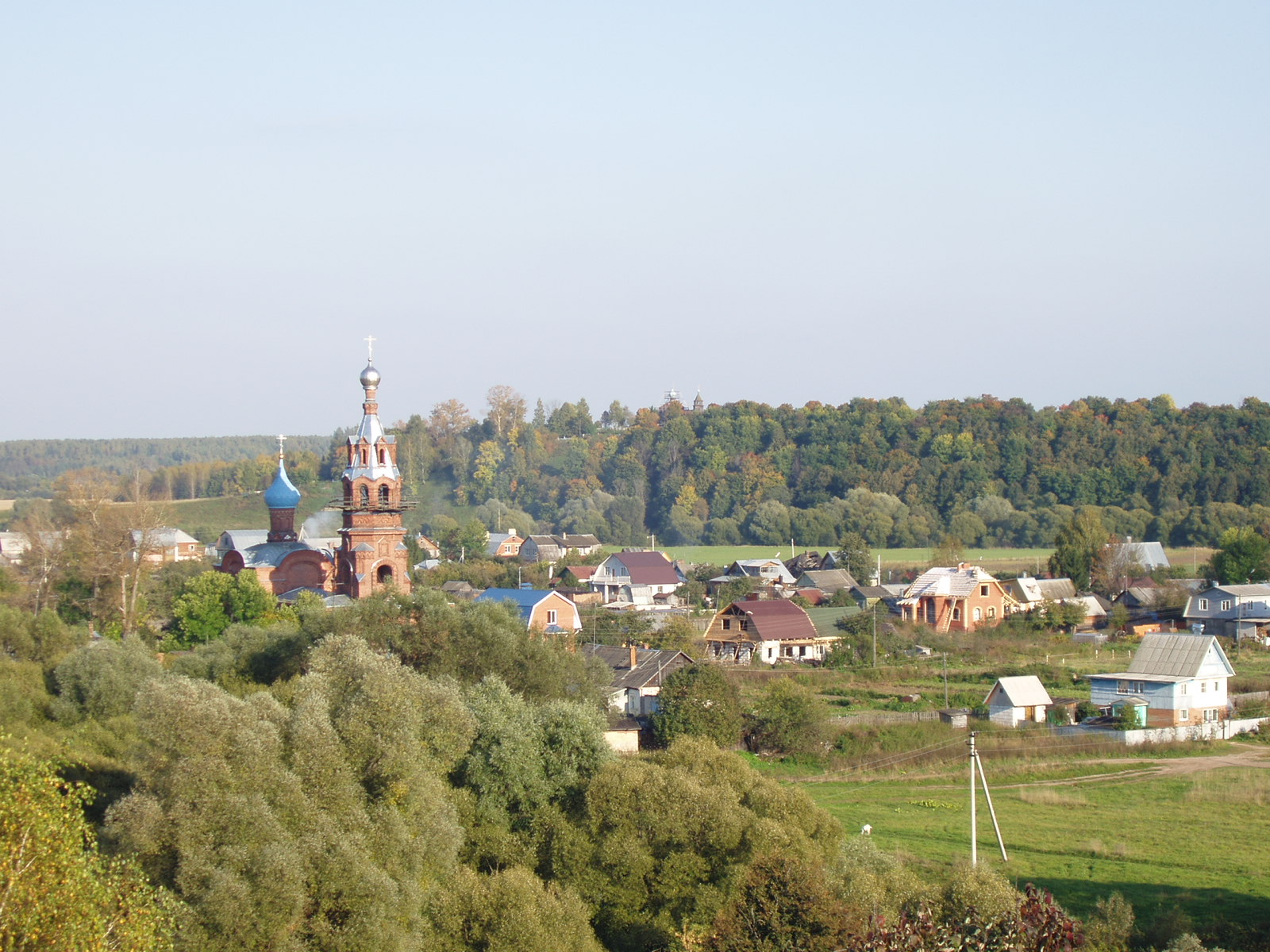
Vista de Bórovsk en verano
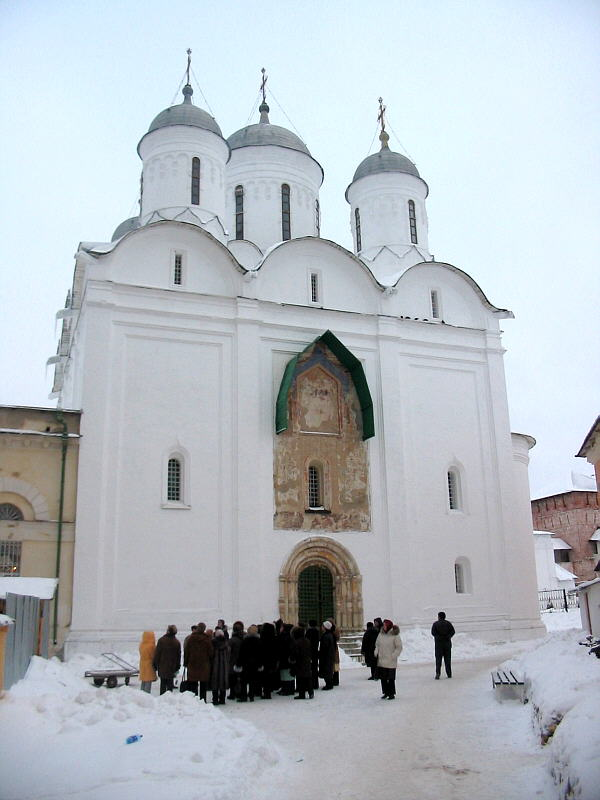
Monasterio
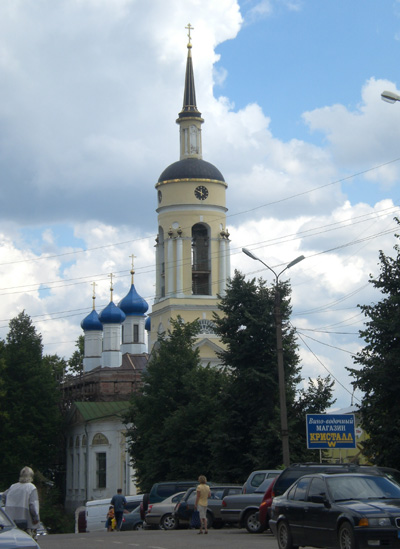
Catedral
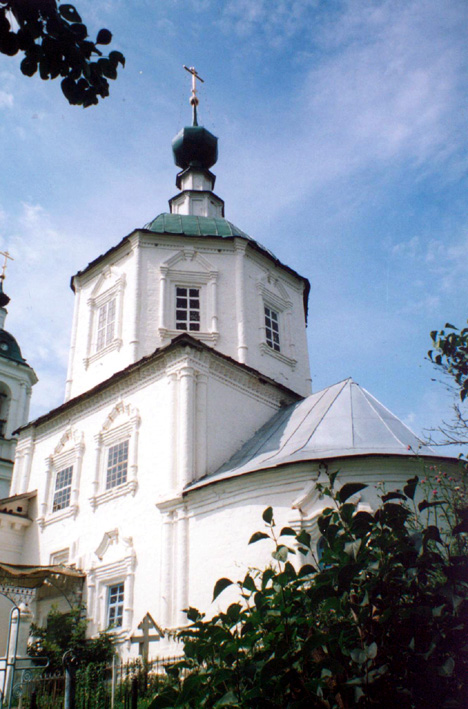
Iglesia
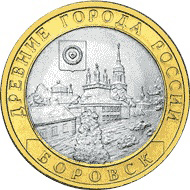
Reverso de una moneda de 10 rublos que representa una vista de Bórovsk